# Republicanismo irlandés

La bandera nacional de la República de Irlanda, principal símbolo del republicanismo irlandés.

El republicanismo irlandés (gaélico: Poblachtánachas; inglés: Irish Republicanism) es una ideología basada en la defensa de una república única para toda Irlanda, con variaciones que van desde el Estado unitario, a la federación o confederación de las cuatro provincias históricas de la isla.
En 1800 los reinos de Gran Bretaña e Irlanda se fundieron para crear el Reino Unido de Gran Bretaña e Irlanda por el Acta de Unión. Este documento ponía fin a varios siglos de conquista inglesa y resistencia irlandesa, una vez que ambas Coronas fueran unidas personalmente en el rey de Inglaterra en 1542. La aparición del sentimiento nacionalista y democrático en Europa tuvo su reflejo en Irlanda en la emergencia del movimiento republicano, opuesto al dominio, primero inglés y luego británico, en la isla. La discriminación de la que era objeto la población católica, mayoritaria en la isla, el desprecio hacia la cultura nativa y el retraso económico irlandés con respecto al Reino Unido pueden citarse como los principales factores de oposición. 
Se suele establecer habitualmente una diferencia entre el nacionalismo irlandés en general, y el republicanismo en particular. El término nacionalismo se utiliza para designar cualquier forma del sentimiento nacional, incluyendo las culturales; en términos políticos define a una serie de tendencias partidarias de una mayor autonomía (aunque no necesariamente independencia) frente a Londres; y, en algunos casos, a movimientos secesionistas comprometidos con los métodos constitucionales. Por contra, el republicanismo se usa para referirse a movimientos que demandan independencia total bajo un gobierno republicano. Se suele asociar a movimientos dispuestos a emplear la fuerza física si fuera necesario y que, en general, defienden una perspectiva laica y no sectaria de este estado independiente, frente al movimiento nacionalista, caracterizado por una fuerte defensa de la religión católica. A partir de los siglos XIX y XX el republicanismo se asocia también con tendencias políticas de izquierdas, ya que muchas de sus figuras destacadas, como James Connolly, eran personas de ideología socialista o marxista.

## Historia

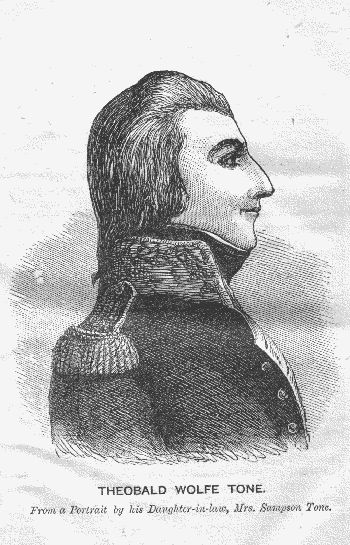
Retrato de Theobald Wolfe Tone (1763 - 1798), uno de los principales ideólogos del republicanismo irlandés.

El republicanismo irlandés nació a finales del siglo XVIII al calor de los movimientos revolucionarios de Francia y América del Norte, que sacudieron las conciencias políticas en todo el mundo. El pueblo irlandés siguió muy de cerca los acontecimientos, ya que como súbditos de la Corona británica, sufrieron indirectamente las consecuencias de la guerra en América del Norte. Los republicanos irlandeses exigían reformas democráticas, independencia de Gran Bretaña y el fin de la discriminación contra los católicos y sus representantes más destacados fueron el grupo conocido como Society of the United Irishmen (Sociedad de los Irlandéses Unidos). Apoyados por el régimen republicano francés, en 1798 se levantaron en rebelión contra el gobierno británico. Irónicamente, los organizadores de la sublevación fueron protestantes liberales como Theobald Wolfe Tone o los propios directores de la Society; todos ellos preconizaban la unión de los católicos y protestantes como elemento esencial en su agenda. Posteriormente, aunque algunos destacados protestantes abogaron por la autonomía o la independencia de Irlanda, tales como Roger Casement o Charles Stewart Parnell, el movimiento independentista fue gradualmente quedando en manos de los católicos. Gradualmente además se fue entroncando dicho movimiento con la reivindicación de las raíces gaélicas de la cultura irlandesa.
El fracaso de 1798 trajo como consecuencia el Acta de Unión de 1800, y un mayor rigor frente a movimientos independentistas posteriores. A la rebelión de 1798 le siguieron otras revueltas: la de Robert Emmet de 1803, la encabezada por el movimiento de la "Joven Irlanda" en 1848 y las protagonizadas por la Hermandad Feniana en 1865 y 1867. Todas ellas fueron sofocadas de forma contundente por las fuerzas británicas.

## El Levantamiento de Pascua de 1916 y la guerra de la Independencia

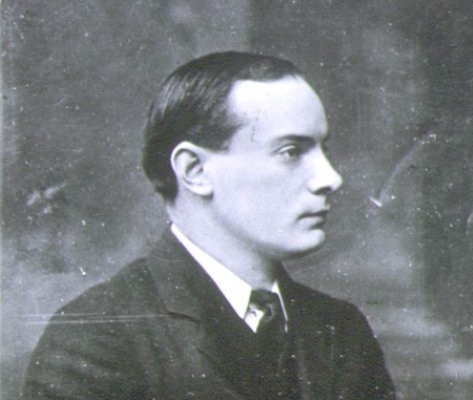
Patrick Pearse (1879-1916).

En 1916, varios grupos republicanos organizaron el Alzamiento de Pascua en Dublín (24-30 de abril). El alzamiento fue derrotado tras solo seis días de combates, con 82 republicanos y 157 militares y policías muertos, y 16 republicanos ejecutados, entre ellos Patrick Pearse de la Hermandad Republicana Irlandesa y James Connolly del Ejército Ciudadano Irlandés. En los disturbios fallecieron igualmente 200 civiles. 
La exagerada respuesta del Gobierno británico acabó suscitando la simpatía del pueblo irlandés hacia la causa rebelde, lo que acabó provocando el estallido de la guerra anglo-irlandesa entre 1919-1922, en la que el empleo de tácticas de guerrilla por parte del Ejército Republicano Irlandés (comandado por Michael Collins y Richard Mulcahy) consiguió derrotar a las tropas de ocupación británica, la Real Policía Irlandesa y los grupos paramilitares enviados por Londres (los Black and Tans y la División Auxiliar o Auxies). Las acciones militares de los británicos contra civiles y prisioneros de guerra aumentaron aún más el apoyo popular hacia los republicanos irlandeses, que se autodenominaban entonces Óglaigh na hÉireann (Voluntarios Irlandeses), aunque serían más conocidos como Irish Republican Army (IRA; Ejército Republicano Irlandés). Las tropas británicas llegaron a incendiar Cork en 1920 y mataron a treinta personas, todas ellas civiles inocentes, en el conocido como Domingo Sangriento de 1920, el 21 de noviembre de ese año.
Finalmente, en 1921 el gobierno británico de David Lloyd George firmó el Tratado Anglo-Irlandés con Collins, Arthur Griffith, y otros líderes del IRA, dando lugar a la creación de la primera entidad independiente en la isla en varios siglos.

## La nueva era: Los republicanos y el Estado Libre Irlandés
El tratado suscitó controversias entre los republicanos irlandeses. Sus defensores, como Collins y Griffith, afirmaban este era la mejor solución posible en aquel momento. Pero significaba la partición de la isla; 26 condados pasarían a formar parte del nuevo Estado Libre Irlandés, y los seis restantes permanecerían bajo dominio británico, formando Irlanda del Norte. Sin embargo, el punto que más polémica provocó fue la creación del Estado Libre Irlandés como un Dominio, regido nominalmente por el monarca del Reino Unido, Jorge V y dentro del marco del Imperio británico. Además, tres puertos marítimos quedarían bajo control británico para mantener la ventaja estratégica de la Marina Real Británica. Para muchos republicanos aceptar depender del Reino Unido, aunque fuera de forma simbólica, era una traición a los ideales republicanos de una Irlanda libre y soberana. 
En la votación del Dáil Éireann el tratado se ratificó por 64 votos a favor, y 57 en contra. Los partidarios creían que el Tratado significaba un punto de partida hacia una República independiente. El presidente de la República Irlandesa, Éamon de Valera, contrario al tratado, abandonó el Daíl junto al resto de la oposición. El IRA se escindió entre los partidarios y detractores del tratado. El sector del IRA que apoyó el Tratado acabaría convirtiéndose en la base del Ejército del Estado Libre Irlandés. No obstante, la Ley de Gobierno de Irlanda de 1920 ya había dividido Irlanda en dos, con seis condados en Irlanda del Norte, y 26 en Irlanda del Sur, entidad provisional que existió desde el 3 de mayo de 1921 hasta el 6 de septiembre de 1922; así, el único cambio fue en la estructura del estado existente. 

El estandarte oficial del Señor Teniente de Irlanda. Bajo el Acta de Gobierno el puesto aún existió, pues en el Estado Libre Irlandés ya había sido abolido. Irlanda del Norte continuó teniendo un gobernador hasta 1973.

Finalmente, estalló una Guerra Civil entre pro y antitratadistas. En total, perecieron casi 4.000 soldados, además de numerosas bajas civiles. La guerra acabó con la derrota final de los anti-tratadistas, y en ella fallecieron algunas de las más destacadas figuras de ambos bandos, incluido el propio Collins en una emboscada. y el líder rebelde Liam Lynch. Su sucesor, Frank Aiken, ordenó el alto el fuego el 24 de mayo, aunque varios grupos del IRA Antitratado siguieron luchando durante varios meses, pese a la amnistía concedida por el gobierno del Estado Libre el 8 de noviembre de 1924. La guerra había acabado, pero sus heridas tardarían en cicatrizar. Los antitratadistas se agruparon en torno a la figura de Eamon de Valera, mientras que los partidarios del tratado estarían representados por W. T. Cosgrave.

## De Valera y el republicanismo gradual

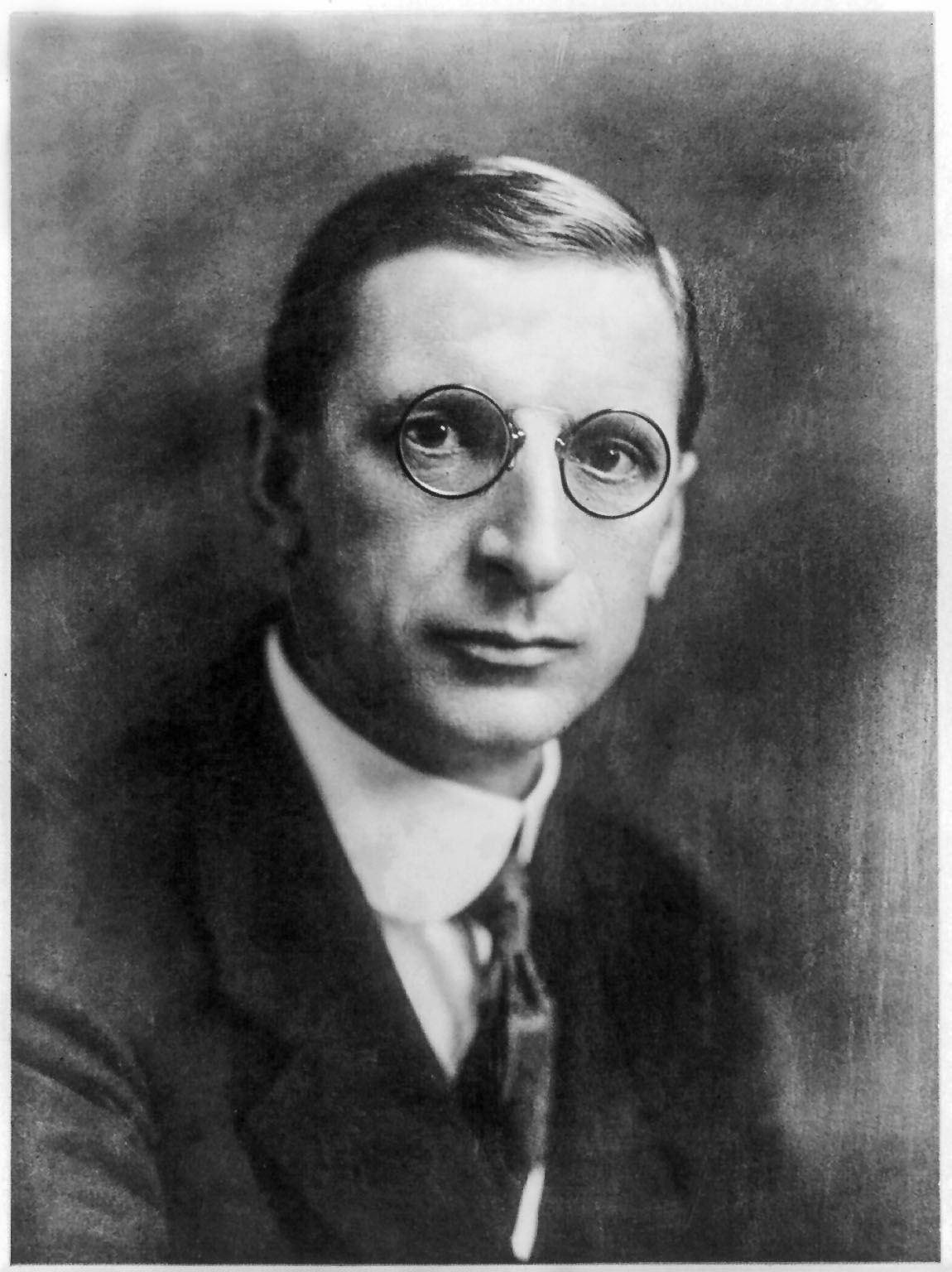
Retrato de Éamon de Valera (1882-1975), varias veces presidente de Irlanda.

Éamon de Valera convenció a la mayor parte de los contrarios al tratado, enmarcados en el Sinn Féin, de participar en la política del nuevo estado, y en 1926 formaron Fianna Fáil, el partido republicano clásico de Irlanda, que ha sobrevivido hasta la actualidad. En 1927 ya consiguió representación en el Daíl y sus diputados juraron la bandera del estado libre. Fianna Fáil ganó las elecciones en 1932 y de Valera fue nombrado Presidente del Consejo Ejecutivo del Estado Libre. Desde su nuevo puesto, comenzó un largo proceso para transformar Irlanda en una República Constitucional.
En 1937, De Valera redactó una nueva Constitución, en la que se reivindicaba jurisdicción sobre toda la isla y se reducían aún más las funciones del monarca británico, dejándole únicamente representación diplomática en política exterior (se piensa que por consideración hacia los unionistas). Este Documento ya se refería a Irlanda como una república, aunque permanecía dentro de la Commonwealth y seguía conservando su estatus de "Dominio". Esta reclamación de jurisdicción levantó ampollas en el norte, lo que provocó una guerra comercial que causó cuantiosas pérdidas a la economía irlandesa, todavía muy dependiente del poder comercial británico.
La guerra concluyó con el Acuerdo de Comercio Anglo Irlandés de 1938, que regulaba las relaciones comerciales entre ambos países y la devolución de los puertos controlados por el Reino Unido según el Tratado Anglo-Irlandés. A partir de 1938, las relaciones entre Irlanda y Gran Bretaña se hicieron menos ambivalentes; De Valera ordenó contener los atentados del IRA contra Irlanda del Norte, tratando de evitar una guerra fronteriza en el norte. Irlanda se mantuvo neutral durante la Segunda Guerra Mundial. Hasta 1949, tuvo el estatus de un dominio británico, tal y como Canadá, Australia, Terranova y Labrador, Sudáfrica y Nueva Zelanda.  

### Alternativas del republicanismo en el Estado Libre
Los opositores a De Valera, dirigidos por figuras como William T. Cosgrave y Eoin O'Duffy, trataron de mantener relaciones cordiales con el gobierno británico para favorecer el desarrollo de Irlanda. O'Duffy formó el grupo filofascista Asociación de Camaradas del Ejército (ACA) en 1932, más conocido como los Camisas Azules. La ACA fue un experimento breve, pero en 1933 O'Duffy formó Fine Gael (español: Tribu de los irlandeses), el segundo partido de Irlanda por detrás del Fianna Fáil. Fine Gael mantuvo posiciones más moderadas con respecto a las relaciones exteriores con el Imperio británico, y se identifica hasta hoy como el sucesor del republicanismo pro-tratado de Michael Collins.

## En la República de Irlanda

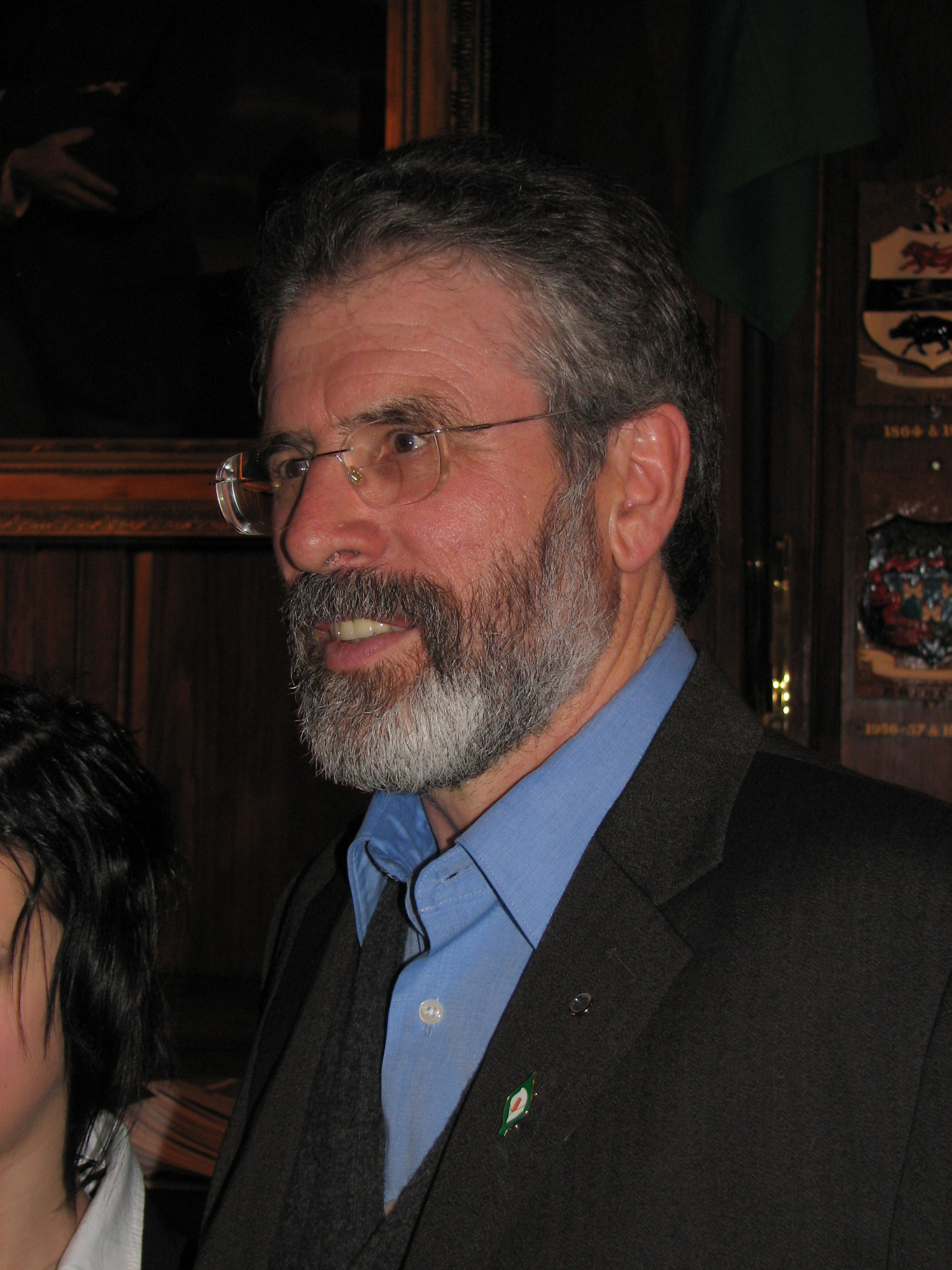
Gerry Adams, líder del Sinn Féin (partido republicano próximo al IRA) a la fecha del Acuerdo de Viernes Santo.

En 1948 el Daíl aprobó el Acta de la República de Irlanda, por la que quedaron abolidos cualquier vínculo aún existente entre Irlanda y el Reino Unido, y la Commonwealth, incluyendo el papel del Rey. El acta entró en vigor el 18 de abril de 1949; en 1955 Irlanda fue aceptada en la ONU y en 1973 en la Comunidad Económica Europea. 
Aunque los partidarios de De Valera vieron la proclamación de la República como un gesto de patriotismo y un desafío a antiguos amos, el Imperio británico estaba procediendo a liquidar sus posesiones, por lo que la declaración de Irlanda no provocó reacciones importantes en el Reino Unido, aunque sí un endurecimiento de las posiciones unionistas en el Úlster ante el temor de que esta proclamación pudiera generar disturbios y cambios también para Irlanda del Norte.
Desde la década de los 60 hasta finales del siglo XX tuvo lugar en Irlanda del Norte el conflicto conocido como los Troubles, continuación del problema de las relaciones de la isla con Gran Bretaña. Durante esa época la defensa de una república unida para toda Irlanda se vio mezclada con el terrorismo: el IRA (en sus diversas manifestaciones) y los grupos paramilitares lealistas opuestos provocaron una cifra cercana a los 3500 muertos. El Acuerdo de Viernes Santo de 1998 puso fin en principio a dicho conflicto.

## Actuales partidos políticos republicanos
- Fianna Fáil (Soldados del destino)- Nacido de la ruptura del Sinn Féin original entre partidarios y detractores del Tratado Anglo-Irlandés en 1926. Recientemente se ha permitido la afiliación a residentes de Irlanda del Norte y se baraja la posibilidad de establecer el partido en los 32 condados,[17] bien mediante la creación de un nuevo partido en Irlanda del Norte, bien mediante la asociación con alguno de los ya existentes allí (el candidato más probable sería el Partido Socialdemócrata y Laborista).[18]

- Fine Gael (Tribu de los irlandéses) - "El partido de la Irlanda Unida", es una organización nacionalista con raíces en la facción pro-tratado de 1922, y como el resto de la Dáil apoyó el Acuerdo de Viernes Santo de 1998.

- Sinn Féin (Nosotros mismos) es el mayor partido republicano de Irlanda del Norte; estuvo muy vinculado al IRA Provisional durante la época de los Problemas, justificando el empleo de la violencia . La política de SF es la de la línea dura del republicanismo, influida por  principios socialistas en cuestiones económicas. Sus líderes son Gerry Adams y Martin McGuinness, y tiene bases tanto en la República como en el norte. Sinn Féin fue el nombre de varias entidades desde 1905, y la versión actual tiene sus raíces en la ruptura de 1969 entre las facciones oficialista y provisionales del IRA y Sinn Féin, y hasta los años ochenta del siglo XX fue conocido como Sinn Féin Provisional (PSF). En 1986, invirtió su política de abstencionismo de la Dáil irlandesa, y en la primera década del siglo XXI se convirtió en el partido nacionalista dominante en el parlamento norirlandés (27 asientos), cuatro asientos en el Dáil y cinco en el Parlamento del Reino Unido, que se abstiene de ocupar. La política de abstencionismo fue uno de los pilares de Sinn Féin desde el Tratado Anglo-Irlandés, como expresión de su rechazo a los gobiernos de Irlanda y el Reino Unido.

- Partido de los Trabajadores de Irlanda (inglés:Workers Party of Ireland, WPI) - sucesor de la rama oficialista de Sinn Féin, fundado en 1969. WPI es un grupo socialista radical y marxista. El IRA Oficial (OIRA) fue su brazo armado, aunque no ha estado activo desde los años 1980. El OIRA firmó un alto del fuego con el gobierno norirlandés en 1972, y respaldó los acuerdos de Viernes Santo. En 1977, el Sinn Féin Oficial cambió su nombre a Sinn Féin - The Workers' Party, y en 1982 abandonaron el nombre de Sinn Féin. Según WPI, el conflicto en Irlanda del Norte es una lucha de clases, y el sectarismo es una táctica imperialista para explotar las divisiones en la clase obrera. En 1992, durante la quiebra de la Unión Soviética, la mayor parte de WPI abandonó el movimiento y formó Izquierda Democrática (ahora dentro del Partido Laborista).[19] Desde entonces, WPI ha quedado relegado a un papel menor tanto en el norte como en la República. Como Fianna Fáil, Fine Gael y Sinn Féin, apoyó el Acuerdo de Viernes Santo de 1998.

- Sinn Féin Republicano (RSF), partido creado en 1986 de corte abstencionista en todos los parlamentos (norirlandés, británico, e irlandés), a los que considera ilegítimos. Los fundadores de RSF fueron miembros del IRA Provisional y del Sinn Féin Provisional, pero los abandonaron cuando decidieron romper las políticas abstencionistas.[20] RSF está vinculado al IRA de la Continuidad (CIRA), pero ni el CIRA es su rama militar, ni el RSF es la rama política de CIRA. Su líder es el antiguo comandante del IRA Ruairí Ó Brádaigh. Aunque el RSF no apoya explícitamente la lucha armada, no reconoce el proceso de paz en Irlanda del Norte. El CIRA continua activo en Irlanda del Norte, por lo que el RSF es considerado simpatizante de la lucha armada.

- Partido Republicano Socialista Irlandés (PRSI) es un partido filial radical del Sinn Féin Oficial y del IRA Oficial. Fundado en 1974 por Seamus Costello, el PRSI toma su nombre del Partido Socialista Republicano Irlandés de James Connolly. Costello y sus seguidores se opusieron el alto el fuego declarado por el jefe de Estado mayor del OIRA Cathal Goulding en 1972, y tras abandonar el OIRA en 1974 formaron el PRSI con su rama militar INLA, que sigue activo en Irlanda del Norte, pero bajo la política de «no first strike» (no provocar violencia, pero sí responder a ataques contra él).